# Como la cabeza al sombrero
Como la cabeza al sombrero es el cuarto álbum de estudio del grupo español El Último de la Fila, fue lanzado al mercado en 1988 por la discográfica PDI, en formato LP y CD. Los dos últimos temas instrumentales del disco solo fueron editados en la versión CD. Es el disco más acústico del grupo, donde predominan ritmos más suaves que en el resto de su discografía.
En 1991 fue reeditado por la discográfica EMI en formato CD, manteniendo el sonido de la grabación original de PDI.
El álbum fue presentado en directo mediante una gira de conciertos por todo el territorio español.

## Lista de canciones
Edición original en LP y casete
CARA A:
1. Dios de la lluvia (Q. Portet y M. García) - 3:36
2. Sara (Q. Portet y M. García) - 3:40
3. En los árboles (M. García y Q. Portet) - 3:41
4. La piedra redonda (Q. Portet y M. García) - 3:45
5. A veces se enciende (Q. Portet y M. García) - 5:26

CARA B:
1. Como la cabeza al sombrero (Q. Portet y M. García) - 3:27
2. Ya no danzo al son de los tambores (M. García y Q. Portet) - 4:27
3. Trabajo duro (M. García y Q. Portet) - 3:23
4. Trece planetas (M. García y Q. Portet) - 2:31
5. Llanto de pasión (M. García y Q. Portet) - 5:04

Reedición en CD y casete
1. Dios de la lluvia (Q. Portet y M. García) - 3:36
2. Sara (Q. Portet y M. García) - 3:40
3. En los árboles (M. García y Q. Portet) - 3:41
4. La piedra redonda (Q. Portet y M. ) - 3:45
5. A veces se enciende (Q. Portet y M. García) - 5:26
6. Como la cabeza al sombrero (Q. Portet y M. García) - 3:27
7. Ya no danzo al son de los tambores (M. García y Q. Portet) - 4:27
8. Trabajo duro (M. García y Q. Portet) - 3:23
9. Trece planetas (M. García y Q. Portet) - 2:31
10. Llanto de pasión (M. García y Q. Portet) - 5:04
11. Otro verano (instrumental) (Q. Portet y J. C. García) - 1:07
12. Vamos (instrumental) (Q. Portet) - 1:13

## Sencillos y maxisingles
Se extrajeron los siguientes sencillos del álbum:
- Ya no danzo al son de los tambores (PDI, 1988)
- Sara (PDI, 1988)
- A veces se enciende (PDI, 1988)
- Llanto de pasión (PDI, 1989)

También se editaron los siguientes maxi singles del álbum:
- Sara (PDI, 1988)
- A veces se enciende (PDI, 1988)

## Curiosidades
- La portada es una foto del grupo en blanco y negro, usando claroscuros. En la contraportada se observa una foto similar, pero editada digitalmente, de forma que no aparezcan ni las narices ni las bocas de los miembros del grupo; además, dicha foto se adornó con diferentes dibujos y grafías realizados por el propio Manolo García.
- Ocupó el puesto 13.º en la lista de Discos favoritos para los españoles, que Discoplay (boletín de venta musical por correo) elaboró en 2001. Ocuparía el 2.º puesto si solo contabilizaran discos españoles.[1]
- Se incluyen fotos de los colaboradores del disco y de la banda en directo, incluidos algunos perros y gatos.

## Personal
- Productores: Manolo García y Quimi Portet.
- Estudio de grabación: Estudios Miraval (Francia).
- Momento de grabación: marzo y abril de 1988.
- Asistente de grabación: Stephane Quesnelle.
- Ingeniero: Patrice Quef.
- Idea y realización gráfica del álbum: Manolo García.
- Coordinación: Marta Mirabent.
- Ingeniero de sonido en directo: Toni Puig.
- Escenario: Cesc Almiñana.
- Iluminación: Keith Yetton.
- Técnico de monitores en directo: Dani Almiñana.
- Electricidad y conductancia: Pepe.
- Comida: Sylvie Corominas.
- Desayunos y meriendas: Danielle.
- Feber: Frank Offerlin.

### Músicos
- Manolo García: Voz.
- Quimi Portet: Guitarras.
- Juan Manuel Cañizares: Guitarra española y closca acústica.
- Ángel Celada: Batería.
- Antonio Fidel: Bajo.
- Juan Carlos García: teclados y percusión.
- Josep Lluís Pérez: Guitarra eléctrica.